# Малі Люльпани
Малі Люльпа́ни (рос. Малые Люльпаны, марій. Изи Лӱльпан) — присілок у складі Медведевського району Марій Ел, Росія. Входить до складу Нурминського сільського поселення.

## Населення
Населення — 96 осіб (2010; 104 у 2002).
Національний склад (станом на 2002 рік):
- марійці — 86 %